# Любомир Бойков
Любомир Георгиев Бойков е български финансист и политик от БЗНС. Работи дълги години като околийски и окръжен деятел на БЗНС и Отчесетвения фронт за укрепване на народната власт, изграждане кооперативните стопанства и укрепване на единството на между комунисти и земеделци, както и за работническо-селския съюз.

## Биография

### Ранни години
Любомир Бойков е роден на 22 март 1918 г. в с. Лисец, Кюстендилско. Произхожда от средно селско семейство, родителите му са членове учредители на ТКЗС.
Като ученик в гимназията в Кюстендил и след това като студент в Търговската академия в Свищов (1938 – 1940) и в София в Държавното висше училище за финанси и администрация (1940 – 1942) се движи в прогресивни среди и дружи с прогресивни младежи. През 1937 г., още като ученик, става член на Младежката земеделска група и взема активно участие във всички прояви на прогресивната младеж в окръга. Като студент в Свищов и София е в нелегалното ръководство на ЗМС, в ръководството на БОНСС и други прогресивни организации. Участва активно в борбите на студентската младеж, водени от БОНСС, РМС и ЗМС.
На 7 септември 1944 г. взима активно участие в освобождаването на политическите затворници в Кюстендил и в завземането на властта.

### Професионална кариера
От 1947 г. става председател на Градското ръководство и подпредседател на околийското и окръжно ръководство на БЗНС. В 1948 г. е зам.-председател на околийския народен съвет, а през 1959 г. изпълнява същата длъжност и в град Кюстендил. От 20 ноември 1963 г. е издигнат за председател на окръжното ръководство на БЗНС.
На 30-ия конгрес на партията е избран за кандидат-член на УС на БЗНС. Народен представител е от 22 април 1965 г.